# Pollenia calamisessa
Pollenia calamisessa är en tvåvingeart som beskrevs av Hardy 1932. Pollenia calamisessa ingår i släktet vindsflugor, och familjen spyflugor. Inga underarter finns listade i Catalogue of Life.